# Walt Williams
Pour les articles homonymes, voir Williams.
Walter (Walt) Ander Williams (né le 16 avril 1970 à Washington, D.C.) est un ancien joueur américain de basket-ball.

## Biographie
Évoluant au poste d'arrière-ailier, Williams (surnommé "The Wizard") joua à l'université du Maryland de 1988 à 1992, où il contribua à redresser l'équipe de basket de l'université.
Williams commença sa carrière à Maryland deux ans après le décès de la star Len Bias et le scandale qui coûta le poste de l'entraîneur Lefty Driesell. Lorsque Williams arriva à Maryland, les Terrapins étaient sur le point de subir de lourdes sanctions de la part de la NCAA à cause de délits commis par le successeur de Driesell, Bob Wade qui aboutira à son licenciement. Plutôt que d'être transféré dans une autre école, Williams choisit de demeurer à Maryland pour jouer sous les ordres du nouvel entraîneur Gary Williams. C'était un défi pour l'entraîneur, qui devait reconstruire entièrement l'équipe en faisant face aux sanctions infligées à l'école. Williams fut nommé dans la Associated Press All-America Second Team lors de son année senior à Maryland en 1991-92, réalisant des statistiques de 26,8 points, 5,6 rebonds, 3,6 passes décisives et 2,1 interceptions.
Williams fut sélectionné par les Sacramento Kings au 7e rang de la draft 1992 et fut nommé dans la NBA All-Rookie Second Team en 1993. Il a joué 11 saisons en NBA, passant sa carrière entre les Kings, le Miami Heat, les Toronto Raptors, les Portland Trail Blazers, les Houston Rockets et les Dallas Mavericks.  Williams inscrivit 8385 points en carrière. Il participa au Three-point Shootout en 1997.
Il est connu pour porter ses chaussettes jusqu'aux genoux en hommage à son idole George Gervin.
Il joua dans l'équipe américaine qui participa au Pan American Games 1991.
Il a fait un don de 125 000 dollars à Maryland au bénéfice des étudiants des minorités.
Il est apparu en 1996 dans le film Eddie avec Whoopi Goldberg et dans le clip du groupe de rock Hootie and the Blowfish pour leur chanson "Only Wanna Be with You".